# Чеха (озеро)
Че́ха — озеро в місті Суми.
Озеро розташоване в Зарічному районі Сум. Площа озера становить близько 37 га, об'єм води в ньому — понад 2 млн м³. Максимальна глибина сягає 14 метрів

Саме́ озеро і парк навколо нього є одним з улюблених місць відпочинку сумʼян.

В озері багата флора і фауна: 15 видів риб, а також велика кількість земноводних, птахів і ссавців.

## Назва
Згідно з переказами, за давнини поселився біля озера заможний чоловік, якого називали Чех. Не відомо, чи був він представником чеського народу, чи Чех — це просто козацьке прізвисько, яке сучасній людині можна перекласти як «Чуб». Достеменним фактом є той, що ім'я переселенця увічнило назву озера. 